# Sayaboury Airport
Sayaboury Airport är en flygplats i Laos.   Den ligger i provinsen Sainyabuli, i den västra delen av landet, 170 km nordväst om huvudstaden Vientiane. Sayaboury Airport ligger 326 meter över havet.
Terrängen runt Sayaboury Airport är varierad. Runt Sayaboury Airport är det glesbefolkat, med 18 invånare per kvadratkilometer. Närmaste större samhälle är Sainyabuli, 1,5 km norr om Sayaboury Airport. I omgivningarna runt Sayaboury Airport växer i huvudsak städsegrön lövskog.